# HD 16004
Désignations
HD 16004, également désignée HR 746, est une étoile bleu-blanc de la séquence principale de la constellation d'Andromède. Elle est difficilement visible à l'œil nu dans de bonnes conditions d'observation, avec une magnitude apparente de 6,26. D'après la mesure de sa parallaxe annuelle par le satellite Gaia, l'étoile est située à environ 660 années-lumière (202 parsecs) de la Terre. Elle se rapproche du Système solaire avec une vitesse radiale héliocentrique de −7 km/s.

## Caractéristiques
HD 16004 est une étoile chimiquement particulière à mercure et manganèse de type spectral B9,5 III MgMn. Elle est âgée d'environ 162 millions d'années et tourne sur elle-même avec une vitesse de rotation projetée de 30 km/s. Elle rayonne 158 fois la luminosité du Soleil et sa température effective est de 10 809 K.